# Raymond Blanc
Pour les articles homonymes, voir Raymond Blanc (écrivain) et Blanc (homonymie).
Raymond Blanc, né le 19 novembre 1949 à Besançon (France) est un chef cuisinier français. Il est particulièrement célèbre au Royaume-Uni. Il présente régulièrement des séries d'émissions consacrées à la cuisine ou à la restauration à la télévision britannique (BBC).

## Biographie
Raymond Blanc est le propriétaire et le chef cuisinier du Manoir aux Quat' Saisons, un hôtel-restaurant à Great Milton dans la région d'Oxford en Angleterre. Ce restaurant a deux étoiles au guide Michelin et ses évaluations lui ont permis d'obtenir 9/10 dans le Good Food Guide. Le Manoir a également un Écusson pourpre Relais et Châteaux, qui caractérise les meilleurs établissements de la chaîne.
À ses débuts dans le monde de la gastronomie et de la cuisine, Blanc a d'abord travaillé comme serveur, avant de devenir le chef du restaurant La Sorbonne, à Oxford.
En 1981, Blanc ouvre une chaîne de boulangeries-pâtisseries au nom de Maison Blanc. Il y a quinze de ces établissements (qui sont aussi des cafés) au Royaume-Uni, dont plusieurs à Londres et un à Oxford.
Raymond Blanc a aussi ouvert une chaîne de petits restaurants, les restaurants Le Petit Blanc à Oxford en juin 1996.
Son objectif est de répandre la philosophie française de la « bonne nourriture au centre du bien-vivre » au Royaume-Uni. Son désir est de créer et de servir des aliments pouvant être appréciés par tout le monde.
Complètement autodidacte, Raymond Blanc est considéré comme faisant partie des plus grands chefs cuisiniers du monde. Raymond Blanc est l'auteur de plusieurs livres, notamment Cuisiner pour les amis et de La cuisine française infaillible.

## Décorations
- Chevalier de la Légion d'honneur en 2013[1]